# Стрибки у воду на Чемпіонаті світу з водних видів спорту 2023 — вишка, 10 метрів (жінки)
Змагання зі стрибків у воду з десятиметрової вишки серед жінок на Чемпіонаті світу з водних видів спорту 2023 відбудуться 18 та 19 липня 2023 року.

## Результати
Попередній раунд відбувся 18 липня о 10:00, а півфінал о 14:30 за місцевим часом. Фінал відбувся 19 липня о 11:00 за місцевим часом.
Зеленим позначено фіналістів
Блакитним позначено півфіналістів
| 1  | Чень Юйсі                           | Китай           | 393.00 | 2  | 430.05           | 2                | 457.85           | 1                |                  |                  |
| 2  | Цюань Хунчань                       | Китай           | 435.60 | 1  | 451.40           | 1                | 445.60           | 2                |                  |                  |
| 3  | Келі Маккей                         | Канада          | 322.15 | 5  | 324.05           | 5                | 340.25           | 3                |                  |                  |
| 4  | Габріела Агундес                    | Мексика         | 286.45 | 17 | 345.45           | 3                | 325.35           | 4                |                  |                  |
| 5  | Луїс Тулсон                         | Велика Британія | 293.50 | 12 | 313.90           | 9                | 319.30           | 5                |                  |                  |
| 6  | Ділейні Шнелл                       | США             | 310.40 | 8  | 336.55           | 4                | 313.95           | 6                |                  |                  |
| 7  | Алехандра Ороско                    | Мексика         | 318.30 | 6  | 315.50           | 6                | 313.40           | 7                |                  |                  |
| 8  | Ана Карвахаль                       | Іспанія         | 300.55 | 9  | 313.50           | 10               | 311.70           | 8                |                  |                  |
| 9  | Крістіна Вассен                     | Німеччина       | 290.60 | 14 | 309.05           | 11               | 306.75           | 9                |                  |                  |
| 10 | Елена Вассен                        | Німеччина       | 298.60 | 10 | 307.30           | 12               | 293.95           | 10               |                  |                  |
| 11 | Мацурі Арай                         | Японія          | 314.10 | 7  | 313.95           | 7                | 288.85           | 11               |                  |                  |
| 12 | Інгрід де Олівейра                  | Бразилія        | 298.50 | 11 | 313.90           | 8                | 272.00           | 12               |                  |                  |
| 13 | Андреа Спендоліні-Сіріє             | Велика Британія | 353.90 | 3  | 305.20           | 13               | Завершили виступ | Завершили виступ | Завершили виступ | Завершили виступ |
| 14 | Валерія Антоліно                    | Іспанія         | 292.30 | 13 | 292.50           | 14               | Завершили виступ | Завершили виступ | Завершили виступ | Завершили виступ |
| 15 | Нікіта Гайнс                        | Австралія       | 288.50 | 16 | 286.50           | 15               | Завершили виступ | Завершили виступ | Завершили виступ | Завершили виступ |
| 16 | Сара Джодойн Ді Марія               | Італія          | 326.65 | 4  | 277.10           | 16               | Завершили виступ | Завершили виступ | Завершили виступ | Завершили виступ |
| 17 | Елаена Дік                          | Канада          | 283.90 | 18 | 271.50           | 17               | Завершили виступ | Завершили виступ | Завершили виступ | Завершили виступ |
| 18 | Мая Бігінеллі                       | Італія          | 289.75 | 15 | 247.30           | 18               | Завершили виступ | Завершили виступ | Завершили виступ | Завершили виступ |
| 19 | Елсе Праастерінк                    | Нідерланди      | 283.65 | 19 | Завершили виступ | Завершили виступ | Завершили виступ | Завершили виступ |                  |                  |
| 20 | Аніслей Гарсія                      | Куба            | 278.90 | 20 | Завершили виступ | Завершили виступ | Завершили виступ | Завершили виступ |                  |                  |
| 21 | Міллі Пукерідж                      | Австралія       | 267.90 | 21 | Завершили виступ | Завершили виступ | Завершили виступ | Завершили виступ |                  |                  |
| 22 | Найк Агунбіаде                      | США             | 264.15 | 22 | Завершили виступ | Завершили виступ | Завершили виступ | Завершили виступ |                  |                  |
| 23 | Мун На Юн                           | Південна Корея  | 257.55 | 23 | Завершили виступ | Завершили виступ | Завершили виступ | Завершили виступ |                  |                  |
| 24 | Панделела Рінонг                    | Малайзія        | 256.40 | 24 | Завершили виступ | Завершили виступ | Завершили виступ | Завершили виступ |                  |                  |
| 25 | Ніколета Мускалу                    | Румунія         | 248.50 | 25 | Завершили виступ | Завершили виступ | Завершили виступ | Завершили виступ |                  |                  |
| 26 | Джейд Жілле                         | Франція         | 247.50 | 26 | Завершили виступ | Завершили виступ | Завершили виступ | Завершили виступ |                  |                  |
| 27 | Джея Деланія Патріка                | Латвія          | 245.85 | 27 | Завершили виступ | Завершили виступ | Завершили виступ | Завершили виступ |                  |                  |
| 28 | К'яра Макгінг                       | Ірландія        | 244.90 | 28 | Завершили виступ | Завершили виступ | Завершили виступ | Завершили виступ |                  |                  |
| 29 | Мейсі В'єта                         | Пуерто-Рико     | 244.00 | 29 | Завершили виступ | Завершили виступ | Завершили виступ | Завершили виступ |                  |                  |
| 30 | Чо Еун Бі                           | Південна Корея  | 240.50 | 30 | Завершили виступ | Завершили виступ | Завершили виступ | Завершили виступ |                  |                  |
| 31 | Гледіс Ларіеса Гаріна Хага          | Індонезія       | 237.45 | 31 | Завершили виступ | Завершили виступ | Завершили виступ | Завершили виступ |                  |                  |
| 32 | Мікалі Доусон                       | Нова Зеландія   | 228.75 | 32 | Завершили виступ | Завершили виступ | Завершили виступ | Завершили виступ |                  |                  |
| 33 | Гелле Туксен                        | Норвегія        | 222.05 | 33 | Завершили виступ | Завершили виступ | Завершили виступ | Завершили виступ |                  |                  |
| 34 | Елізабет Міклау                     | Пуерто-Рико     | 207.60 | 34 | Завершили виступ | Завершили виступ | Завершили виступ | Завершили виступ |                  |                  |
| 35 | Нур Ейліша Ранья Мухаммад Абрар Рай | Малайзія        | 206.45 | 35 | Завершили виступ | Завершили виступ | Завершили виступ | Завершили виступ |                  |                  |
| 36 | Аліса Захарян                       | Вірменія        | 145.95 | 36 | Завершили виступ | Завершили виступ | Завершили виступ | Завершили виступ |                  |                  |